# Masía Fortificada Torre Calatrava
La Masía fortificada Torre de Calatrava, es una antigua masía ubicada en una zona llana junto al Río Sonella (también llamado Veo, Sec y Anna), al este de Burriana, Plana Baja, en la zona existente entre el río y la carretera al Grao de la población, junto al molino de Monjonís.
Catalogada de manera genérica, por ser una construcción de carácter militar/defensivo de época musulmana, como Bien de Interés Cultural, presenta anotación ministerial, con número de anotación 17685, y código de la Generalidad Valenciana, 12.06.032-015.

## Historia
La población de Burriana tiene su origen en una ciudad amurallada alrededor del siglo IX, teniendo como documentación más antigua sobre su existencia, la referencia a ella que hace el geógrafo musulmán Al-Razi en la primera mitad del siglo X.
En su origen y por sus características naturales, el enclave de Burriana era eminentemente agrícola (beneficiándose de una rica llanura) y comercial (aprovechando encontrarse ubicada en medio de un antiguo eje comercial romano y en la frontera del norte cristiano y el sur musulmán).
La población amurallada era de forma ovalada y de reducidas dimensiones. Y se defendía, además de con sus murallas, gracias a la existencia de un sistema de vigilancia y defensa organizado en una serie de torres atalayas (40 según Rafael Martí de Viciana, historiador burrianense). Actualmente se conserva algunas de estas torres. Existían también dos baluartes de los cuales se conserva en la actualidad una buena parte; poseía tres o cuatro puertas que han desaparecido totalmente.
Esta necesidad de defensa es lo que explica que parte de las masías, un tanto alejadas del núcleo protegido por las murallas, precisaran de cierta fortificación y defensa, de ahí la cierta cantidad de masías fortificadas que se pueden encontrar a lo largo de la geografía de la provincia de Castellón. De entre estas masías fortificadas, en Burriana destaca la conocida como torre Calatrava, que se le llamó así porque fue donada por el rey Jaime I a la orden de Calatrava en la persona de fray Álvaro Fernández, Comendador de Alcañiz y representante de la orden de Calatrava.
En 1391 la masía fue cedida por la orden, al matrimonio formado por Anares Castellán y su mujer Sancha Giménez de Lumbiere; por los muchos servicios que habían realizado a la orden; y poco a poco perdió su esplendor, hasta que en el año 1973 se procedió a su restauración.
Actualmente sigue siendo de propiedad privada.
Es la torre defensiva más antigua de todo el término de Burriana, y una de las que mejor se han conservado hasta nuestros días.

## Descripción
Se trata de un complejo de edificios y terrenos cultivables, que constituyen una parcela de alrededor de 10000 metros cuadrados. Entre los edificios que hay que destacar el inmueble principal, que está constituido por la antigua alquería, construida en forma de L, en la que se puede observar la torre defensiva exenta en uno de las esquinas.
La torre presenta planta cuadrada (de 3.85 metros de lado) de casi 17 metros de altura, y cuatro niveles. A los dos primeros se accede por una escalera de fábrica de mampostería con falsa bóveda como cubierta, mientras que la comunicación con las plantas superiores se hace con una escalera de mano.
El sistema constructivo es sencillo, estando compuesto por mampostería, ladrillo y sillarejo.
El edificio principal presenta planta baja y piso superior, al que se accede mediante una escalera interior. La planta baja está destinada fundamentalmente a servicios, como recibidor, cocina, comedor, salón de recepciones, dependencias anexas a la cocina y un porche cubierto en uno de los laterales de la construcción. Mientras, la planta superior está destinada a dormitorios y cuartos de baño. Además de este edificio principal, existen otras construcciones anexas con aspecto más de nave (con su típica cubierta a dos aguas), que son destinadas a diversas actividades como almacenes, garajes, depósito de agua…, que facilitan la vida en la masía.
La parcela cuenta con unos amplios accesos, zona ajardinada y de esparcimiento y huerto de naranjos y otros árboles frutales. En la actualidad la zona en la que se ubica está prácticamente al lado del núcleo poblacional de Burriana, a 5 km de la playa y a menos de 60 km de Valencia. Se trata de una zona totalmente consolidada con todo tipo de servicios, un área puramente residencial y muy tranquila.
Hace poco en los alrededores se descubrió, al iniciar una serie de catas antes de la construcción de un supermercado, la existencia de un antiguo cementerio musulmán.